# 蒙鲁日圣伯多禄堂
蒙鲁日圣伯多禄堂 (法语：Église Saint-Pierre de Montrouge，法語發音：[sɛ̃ pjɛʁ də mɔ̃.ʁuʒ]) 是一座罗马天主教教堂，位于巴黎十四区的小蒙鲁日（Petit-Montrouge）。
该堂建于1863年，在奥斯曼男爵巴黎改造期间，由 Joseph Auguste Émile Vaudremer 设计，这位建筑师负责巴黎十四区的设计。教堂所在基地为三角形，周围是曼恩大街（Avenue du Maine）和勒克莱尔将军大街（Avenue du général-Leclerc），其钟楼 面向小蒙鲁日的中心广场。